# Julia Ulbricht
Julia Ulbricht (ur. 28 listopada 2000) – niemiecka lekkoatletka specjalizująca się w rzucie oszczepem. 
Czwarta zawodniczka mistrzostw świata juniorów młodszych w 2017 roku w Nairobi. Wicemistrzyni Europy U20 z 2019 roku. 
Medalistka mistrzostw Niemiec i reprezentantka kraju w drużynowych mistrzostwach Europy.
Rekord życiowy: 55,77  (9 lipca 2021, Tallinn).

## Osiągnięcia
| Rok  | Impreza                                 | Miejsce   | Pozycja           | Wynik              |
| ---- | --------------------------------------- | --------- | ----------------- | ------------------ |
| 2017 | Mistrzostwa świata U18                  | Nairobi   | 4. miejsce        | 54,77 (500 gramów) |
| 2018 | Mistrzostwa świata U20                  | Tampere   | el. – 18. miejsce | 47,88              |
| 2019 | Mistrzostwa Europy U20                  | Borås     | 2. miejsce        | 55,55              |
| 2019 | Superliga drużynowych mistrzostw Europy | Bydgoszcz | 9. miejsce        | 53,24              |